# الجمعية السعودية الخيرية لمرضى الكبد
الجمعية السعودية الخيرية لمرضى الكبد (اختصارًا: «كبدك»)، منظمة سعودية غير ربحية تستهدف التوعية المجتمعية بأمراض وفيروسات الكبد ودعم وعلاج مرضى الكبد، وتغطي خدماتها جميع مناطق المملكة العربية السعودية

## التأسيس
طبقا لأحكام لائحة الجمعيات والمؤسسات الخيرية الصادرة بقرار مجلس الوزراء رقم (107) وتاريخ 1410/6/25هـ وقواعدها التنفيذية الصادر بقرار الشؤون الاجتماعية رقم (760) وتاريخ 1412/1/3هـ والتعليمات الصادرة بمقتضاها، صدر قرار معالي وزير الموارد البشرية والتنمية الإجتماعية رقم (62676) بتاريخ 1430/6/20هـ بتسجيل «الجمعية السعودية الخيرية لمرضى الكبد» بمدينة بريدة ويشمل نطاق خدماتها المملكة العربية السعودية. بموجبه تم تسجيلها في سجل الجمعيات الخيرية تحت رقم (500) وتاريخ 1430/6/20هـ.

## أعضاء مجلس الإدارة
أعضاء مجلس الإدارة هم:
- رئيس مجلس الإدارة: صاحب السمو الملكي الأمير د.فيصل بن مشعل بن سعود بن عبدالعزيز
- نائب رئيس مجلس الإدارة: د.راشد بن محمد أبالخيل
- أمين الصندوق: أ.صالح بن محمد الخويلد
- عضو مجلس الإدارة: أ.عبد العزيز بن عبد الله الحميد
- عضو مجلس الإدارة: أ.مطلق بن دغيم الخمعلي
- عضو مجلس الإدارة: د.أحمد بن عبد الرحمن الميمان
- عضو مجلس الإدارة: د.خالد بن فهد الحصيص
- عضو مجلس الإدارة: أ.سليمان بن عبد الله العييدي
- عضو مجلس الإدارة: د.بدر بن محمد الجارالله
- عضو مجلس الإدارة: أ.سليمان بن إبراهيم العمري
- عضو مجلس الإدارة: م.منصور بن محمد العرفج

## أهداف الجمعية
تهدف الجمعية لـ:
- تقديم الرعاية اللازمة لمرضى الكبد صحياً واجتماعياً ونفسياً ومادياً.
- تنفيذ الحملات التوعوية والتثقيفية لتنمية الوعي المجتمعي حول أمرض الكبد والوقاية منها الحد من آثارها.
- إقامة العديد من الشراكات الإستراتيجية الفاعلة مع الجهات ذات العلاقة بما يخدم مرضى الكبد ويحد من انتشار المرضى.
- تنفيذ ودعم البحوث والدراسات العلمية المتعلقة بأمراض الكبد والوقاية منه.
- التنظيم والمشاركة في المؤتمرات والدورات المتخصصة في أمراض الكبد محلياً ودولياً.

## البرامج
تُشرف الجمعية على عدّة برامج ضمن نشاطاتها، ومنها:

### استباق
سعياً في اكتشاف حالات الكبد المرضية، تبادر الجمعية في تقديم الكشف المسبق المجاني للمواطن والمقيم، ويتم تحويل المرضى إلى العيادة الاستشارية.

### عيادة كبدك
تقوم العيادة الاستشارية في مستشفى بريدة المركزي، بدور هام في متابعة حالات مرضى الكبد، ويقوم بالإشراف عليها نخبة من كبار الأطباء الاستشاريين المتخصصين بأمراض وزراعة الكبد وتستقبل العيادة الحالات المرضية من جميع مناطق المملكة.

### ساعدني
نهتم من خلاله بدعم مرضى الكبد المستحقين للزكاة، عبر لجنة مختصة تقوم بدراسة الحالة الاجتماعية والمالية لمريض الكبد، ومن ثم صرف إعانة شهرية بمبلغ 500 ريال لكل مريض، تودع آلياً بحساب المستفيد طيلة فترة الاحتياج، مع للحالة المرضية والاجتماعية.

### درهم وقاية
تهتم الجمعية بدورها المجتمعي في التوعية والتثقيف من خلال إقامة المعارض والندوات والمحاضرات التوعوية، وزيارة المدارس والإصلاحيات، بما يحقق أهداف الجمعية وحماية المجتمع من الالتهابات الفيروسية والأمراض الكبدية وطرق الوقاية منها.

### ترحال
تصل الجمعية عبر العيادة الاستشارية المتنقلة، إلى المرضى في المناطق البعيدة عن بعض الخدمات الطبية اللازمة، وذلك لإجراء الفحوصات الشاملة بإشراف نخبة طبية متخصصة، ليتم تحويل الحالات حسب احتياجها إلى العيادة الاستشارية  والمستشفيات المرجعية.

### زراعة الأمل
تقوم الجمعية من خلاله على متابعة المرضى المصابين بالفشل الكبدي، مما يستدعي زراعة الكبد وإنقاذ حياة المريض، ونشر ثقافة التبرع من خلال بث الرسائل التوعوية واستقطاب المتبرعين بجزء من الكبد للمساهمة في تقليل فترات الانتظار لعمليات الزراعة.

### ضيافتنا
توفيراً لسبل الراحة ودعماً لمريض الكبد خلال تنقله من منطقة إقامته إلى المدن الأخرى لتلقي العلاج ومراجعة المستشفيات المرجعية والعيادات المختصة بالكبد، تقوم الجمعية بتغطية تكاليف السكن خدمة للمريض طوال أيام المراجعة.

### دعم العمليات الجراحية
تقدم الجمعية الدعم اللازم لإجراء العمليات الجراحية العاجلة لمرضى الكبد وما يتبع ذلك من فحوصات وصرف للأدوية الإسعافية، دعماً لمرضى الكبد الذين تطرأ عليهم المضاعفات والتغيرات المفاجئة وخاصة في مرحلة التليف الكبدي، مما يستدعي إجراء عمليات عاجلة، منها:
- ربط الدوالي للمريء والقنوات
- وسحب المياه في حالات الاستسقاء
- وإيقاف النزيف الداخلي الناتج عن ضعف الكبد.